# Polygonia reichenstettensis
Polygonia reichenstettensis är en fjärilsart som beskrevs av Ruhl. Polygonia reichenstettensis ingår i släktet Polygonia och familjen praktfjärilar. Inga underarter finns listade i Catalogue of Life.